# Andy Keogh
Pour les articles homonymes, voir Keogh (homonymie).
Andrew Declan « Andy » Keogh né le 16 mai 1986 à Dublin, est un footballeur irlandais évoluant dans l'équipe de Perth Glory.

## Carrière
Né dans le sud de Dublin, il a commencé le football dans les clubs de Cabinteely FC et Saint Josephs Boys AFC, deux clubs du sud de Dublin. 

### Leeds United
À l'âge de 16 ans, il décide de partir pour le club de Leeds United. N'ayant jamais joué de match de championnat pour Leeds, il est prêté au club de League Two de Scunthorpe United au début de la saison 2004-05 pour 6 mois.

### Scunthorpe United
Il fait ses débuts dans le championnat le 7 août 2004 (victoire 3-1 contre Rochdale). Il montre beaucoup de qualité et est prêté pour la fin de saison à Bury FC en janvier 2005 en remplacement de David Nugent, parti à Preston North End.

### Bury
Pendant son prêt à Bury, Brian Laws, l'entraîneur de Scunthorpe United fait une offre d'environ 50 000 £ à Leeds pour le récupérer. Cette offre est acceptée et le 14 février 2005, il retourne dans le club avec lequel il avait commencé la saison. 

### Retour à Scunthorpe United
Il est un des artisans de la montée du club en League One en atteignant la finale des play-offs contre Yeovil Town. 
Il devient un membre important de l'équipe lors de la saison 2005-06. Il réalise une très bonne saison et inscrit même 11 buts en championnat.
En janvier 2007, le club lui propose une prolongation de contrat avec une augmentation de salaire. Il rejette cette offre, désirant quitter le club à sa fin de contrat en juin 2007. Profitant de ce désaccord entre le club et le joueur, plusieurs clubs font des offres pour attirer Andy Keogh. Le 23 janvier 2007, le club de Wolverhampton annonce la signature du joueur pour 3 saison et demi pour 600 000 £ (pouvant être réévalué à 850 000 £ avec les bonus).

### Wolverhampton Wanderers
En 2007, il est appelé par Steve Staunton pour sa première sélection contre l'Équateur au Giants Stadium de New York.
En février 2009, alors que le club est en passe d'assurer la montée en Premier League, il prolonge son contrat d'une saison avec les Wolverhampton. Peu utilisé en championnat de Premier League, Keogh passe une saison difficile, n'inscrivant qu'un but en 13 matchs. Pour lui donner davantage de temps de jeu, Wolverhampton le prête pour une saison à Cardiff City, qui évolue en Championship.

### Prêts successifs
Après une demi-saison à Cardiff et deux buts importants (apportant 4 points aux Bluebirds), Keogh est rappelé par son club le 30 janvier 2011 et prêté à Bristol City. La saison suivante, il est de nouveau prêté. Cette fois-ci à Leeds United, son club formateur, qui est en pénurie d'attaquants à la suite des nombreuses blessures. Son prêt porte jusqu'en janvier 2012.

### Millwall
Le 31 janvier 2012, il signe pour Millwall.
Le 9 mai 2014 il est libéré par Millwall.

## Palmarès
- League Championship (D2) :
  - Champion en 2008-09 avec Wolverhampton Wanderers.
- League Two (D4):
  - Finaliste en 2004-05 avec Scunthorpe United

## Statistiques
| Saison                              | Club                      | Pays              | Championnat         | Coupes nationales | Sélection République d'Irlande |
| ----------------------------------- | ------------------------- | ----------------- | ------------------- | ----------------- | ------------------------------ |
| 2003 - 2004                         | Leeds United              | Championship      | -                   | -                 | -                              |
| 2004                                | Leeds United              | Championship      | -                   | 1 match           | -                              |
| 2004 - janvier 2005 fév - juin 2005 | →Scunthorpe United (prêt) | League 2 (D4)     | 25 matchs / 3 buts  | -                 | -                              |
| jan - février 2005                  | →Bury FC (prêt)           | League 2 (D4)     | 4 matchs / 2 buts   | -                 | -                              |
| 2005 - 2006                         | Scunthorpe United         | League One (D3)   | 45 matchs / 11 buts | 5 matchs / 3 buts | -                              |
| 2006 - janvier 2007                 | Scunthorpe United         | Championship (D2) | 28 matchs / 7 buts  | 4 matchs          | -                              |
| jan - juin 2007                     | Wolverhampton             | Championship (D2) | 19 matchs / 5 buts  | -                 | -                              |
| 2007 - 2008                         | Wolverhampton             | Championship (D2) | 43 matchs / 8 buts  | 5 matchs / 3 buts | 5 matchs                       |
| 2008 - 2009                         | Wolverhampton             | Championship (D2) | 42 matchs / 5 buts  | 4 matchs / 1 but  | 4 matchs / 1 but               |
| 2009 - 2010                         | Wolverhampton             | Premier League    | 13 matchs / 1 but   | 2 matchs          | 2 matchs                       |
| août 2010                           | Wolverhampton             | Premier League    | 1 match             | -                 | 1 match                        |
| 2010 - janvier 2011                 | → Cardiff City (prêt)     | Championship      | 16 matchs / 2 buts  | 2 matchs          | 4 matchs                       |
| jan.-mai 2011                       | → Bristol City (prêt)     | Championship      | 9 matchs / 1 but    | -                 | -                              |
| 2011 - janvier 2012                 | → Leeds United (prêt)     | Championship      | 22 matchs, 2 buts   | 2 matchs          | -                              |
| janvier 2012-                       | Millwall                  | Championship      | 0 match             | -                 | -                              |

Mis à jour le 31 janvier 2012